# Sheldonian Theatre

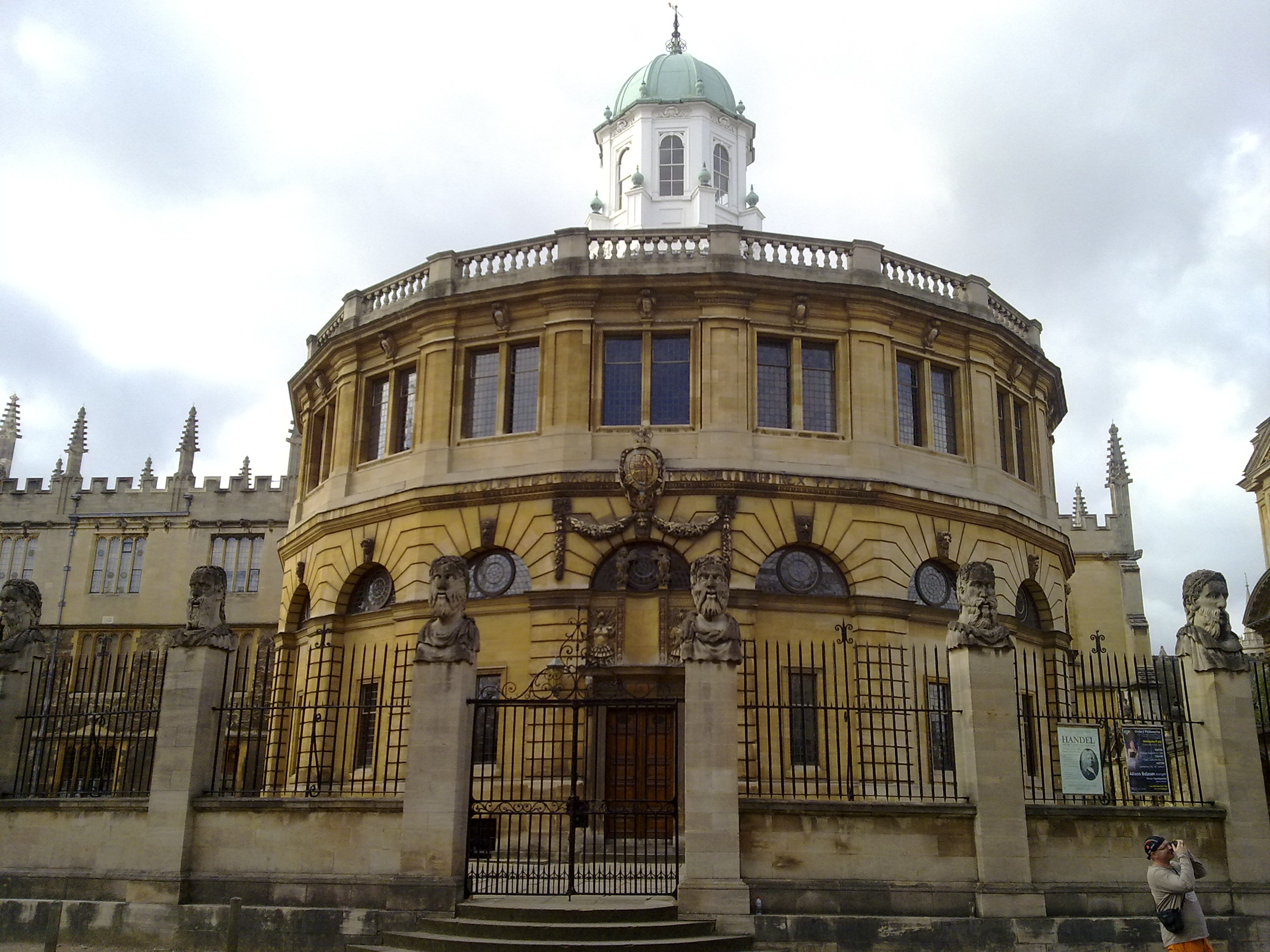
Sheldonian Theatre, med de så kallade "kejsarhuvudena" i förgrunden.

Sheldonian Theatre är en akademisk teaterbyggnad i Oxford, England, belägen vid Broad Street i stadens historiska centrum. Den var den kända barockarkitekten Christopher Wrens andra verk och uppfördes mellan 1664 och 1669. Teatern namngavs efter projektets största sponsor, universitetets kansler och ärkebiskopen av Canterbury Gilbert Sheldon. Namnet till trots har den endast vid enstaka tillfällen i modern tid använts som teaterscen; dess huvudsakliga syfte sedan uppförandet är att vara plats för Oxfords universitets akademiska ceremonier, samt konferenser, konserter och föreläsningar, med plats för upp till 1 000 personer. I anslutning till teatern ligger Bodleianska bibliotekets historiska huvudbyggnad och Divinity School.
Den halvcirkelformade teatern är formgiven efter antika förebilder, främst Marcellusteatern i Rom, men har även en för sin tid banbrytande takkonstruktion, med en åttasidig takryttarkupol i mitten. Takmålningarna är utförda av kung Karl II:s hovmålare Robert Streater och restaurerades mellan 2008 och 2012.
Oratoriet Athalia av Georg Friedrich Händel uruppfördes här 10 juli 1733, under ledning av Händel själv.